# Jimmy Pedro
James A. Pedro (* 30. října 1970) je bývalý americký zápasník – judista a grappler, bronzový olympijský medailista z roku 1996 a 2004.

## Sportovní kariéra
Vyrůstal v Lawrence v Massachusetts, kde začal s judem v útlém dětství pod vedením svého otce Jima. Protože judo není součástí tělovýchovy na amerických středních školách, věnoval se aktivně i americkému tradičnímu (školnímu) zápasu. Na Brownově univerzitě byl kapitánem zápasnického týmu. V americké mužské judistické reprezentaci se pohyboval od roku 1988 v pololehké váze do 65 kg. V roce 1992 se kvalifikoval na olympijské hry v Barceloně, kde prohrál ve třetím kole na body (juko) s Japoncem Kendži Marujamou.
V závěru roku 1993 utrpěl zranění krční páteře ve finále korejského turnaje s Rusem Sergejem Kosmyninem a vynechal začátek sezony 1994. Po návratu přestoupil do vyšší lehké váhy do 73 kg. V roce 1996 se kvalifikoval na domácí olympijské hry v Atlantě. Ve třetím kole prohrál na ippon technikou seoi-nage s Mongolem Boldbátarem. V opravném pavouku se probojoval do souboje o třetí místo proti Brazilci Sebastianu Pereirovi. Začátkem druhé minuty chyboval v nástupu do techniky a po kontrachvatu Perreiry prohrával na yuko. Minutu a půl před koncem mu však vyšla kombinace tai-otoši+uči-mata, kterou ukončil zápas před časovým limitem na ippon a získal bronzovou olympijskou medaili.
V roce 1997 ho trápily natažené vazy v koleni, kvůli kterým vynechal mistrovství světa v Paříži. O dva roky později v Birminghamu se stal teprve druhým americkým mužským mistrem světa v judu. Na olympijské hry v Sydney odjížděl s ambicemi na zisk zlaté olympijské medaile, ale protaktizoval hned úvodní zápas s Jihokorejcem Čchö Jong-sinem na tresty (šida). Přes opravným pavouk se, ale probojoval do souboje o třetí místo proti Anatoliji Larjukovovi z Běloruska. Souboj o medaili nezvládl a po půl minutě se nechal hodit technikou kata-guruma na ippon. Obsadil dělené 5. místo. Frustrovaný neúspěch se rozhodl ve sportovní kariéře dále nepokračovat a pomáhat otci v budování nového judistického tréninkového centra (později známý jako TEAM Force) na předměstí Bostonu ve Wakefieldu.
V roce 2004 se připravil na americkou olympijskou kvalifikaci a vybojoval čtvrtou účast na olympijských hrách v Athénách. Do Athén přijel výborně připraven. Ve druhém kole byl však nad jeho síly v životní formě bojující Jihokorejec I Won-hui, kterému podlehl minutu před koncem na ippon technikou seoi-nage. V opravném pavouku se probojoval do souboje o třetí místo proti Francouzi Danieli Fernandesovi. Zpočátku vyrovnaný zápas rozhodl v jeho druhé polovině, kdy nízkou volnostylařskou uči-matou dostal Francouze za wazari na zem a následně dopracoval v boji na zemi do submise držením. Získal bronzovou olympijskou medaili.
Po skončení sportovní kariéry převzal vedení americké judistické reprezentace. Jako manažer přivedl k zisku dvou zlatých olympijských medailí Kaylu Harissonovou. K jeho dalším úspěšným svěřencům patří Travis Stevens nebo Nick Delpopolo.

## Výsledky
| Turnaj                  | 1988           | 1989           | 1990           | 1991           | 1992           | 1993           | 1994       | 1995       | 1996       | 1997       | 1998       | 1999       | 2000       | 2001       | 2002       | 2003       | 2004       |
| Turnaj                  | 18             | 19             | 20             | 21             | 22             | 23             | 24         | 25         | 26         | 27         | 28         | 29         | 30         | 31         | 32         | 33         | 34         |
| Turnaj                  | pololehká váha | pololehká váha | pololehká váha | pololehká váha | pololehká váha | pololehká váha | lehká váha | lehká váha | lehká váha | lehká váha | lehká váha | lehká váha | lehká váha | lehká váha | lehká váha | lehká váha | lehká váha |
| ----------------------- | -------------- | -------------- | -------------- | -------------- | -------------- | -------------- | ---------- | ---------- | ---------- | ---------- | ---------- | ---------- | ---------- | ---------- | ---------- | ---------- | ---------- |
| Olympijské hry          | —              |                |                |                | úč.            |                |            |            | 3.         |            |            |            | 5.         |            |            |            | 3.         |
| Mistrovství světa       |                | —              |                | 3.             |                | 5.             |            | 3.         |            | —          |            | 1.         |            | —          |            | —          |            |
| Panamerické hry         |                |                |                | 3.             |                |                |            | 1.         |            |            |            | 1.         |            |            |            | —          |            |
| Panamerické mistrovství | 2.             |                | 3.             |                | 1.             |                | —          |            | —          | 1.         | 1.         | —          | —          | —          | —          | —          | 1.         |
| MS juniorů              |                |                | 3.             |                |                |                |            |            |            |            |            |            |            |            |            |            |            |

### Olympijské hry
| Rok      | Kategorie      |  | 1/64                        | 1/32                         | 1/16                              | čtvrtf. | semif. | finále |  | o bronz                       | opravy                      | opravy                         | opravy                       | opravy                      |
| -------- | -------------- |  | --------------------------- | ---------------------------- | --------------------------------- | ------- | ------ | ------ |  | ----------------------------- | --------------------------- | ------------------------------ | ---------------------------- | --------------------------- |
| LOH 1992 | pololehká váha |  | výhra - 1:10/tos W. Kaiser  | výhra - 1:05/tos Au Wun-jiu  | prohra - yuk/STA K. Marujama      | —       | —      | —      |  | —                             | —                           | —                              | —                            | —                           |
| LOH 1996 | lehká váha     |  | volný los                   | výhra - 2:03/son D. Kingston | prohra - 3:22/son Ch. Boldbátarem | —       | —      | —      |  | výhra - 3:38/uma S. Pereira   | výhra - 1:59/son M. Schmidt | výhra - yuk/son V. Dgebuadze   | výhra - 1:48/jg S. Alquati   | —                           |
| LOH 2000 | lehká váha     |  | volný los                   | prohra - yuk/shi Čchö J.-sin | —                                 | —       | —      | —      |  | prohra - 0:31/kgu A. Larjukov | výhra - 0:51/ysg M. Almeida | výhra - 3:17/(wip) K. Nakamura | výhra - 3:04/kke S. Alquati  | výhra - 3:50/son S. Sadykov |
| LOH 2004 | lehká váha     |  | výhra - 3:55/keg S. Sadykov | výhra - 4:16/ysg R. Lucenti  | prohra - 3:37/son I Won-hui       | —       | —      | —      |  | výhra - 3:16/ysg D. Fernandes | výhra - 4:27/keg J. Neto    | výhra - waz/shi H. Bilodid     | výhra - 5:43/shi A. Larjukov | —                           |